# Campeonato Mundial de Peso Completo del CMLL
Il Campeonato Mundial de Peso Completo del CMLL è un titolo utilizzato dal Consejo Mundial de Lucha Libre e corrisponde al massimo titolo della federazione messicana. 

Il titolo è attivo dal 1991 ed è uno dei più importanti all'interno dell'intero panorama della Lucha Libre messicana.

## Storia
La federazione Empresa Mexicana de Lucha Libre è stata fondata nel 1933 e ha inizialmente riconosciuto una serie di campionati nazionali di wrestling messicani, a suo tempo approvati dalla Comisión de Box y Lucha Libre Mexico D.F..
Negli anni Cinquanta, EMLL diventò parte dei Territori NWA riconoscendo il campionato mondiale dei pesi massimi NWA come il campionato di rango più alto ed incominciando a promuoverlo anche in Messico. 

Alla fine degli anni '80, EMLL lasciò la NWA e seppur fuori dai territori NWA continuò a promuovere quei titoli in Messico. 

Successivamente si rinominò "Consejo Mundal de Lucha Libre" e nel 1991 CMLL introdusse questo campionato per segnalare la propria indipendenza dalla NWA.

## Albo d'oro
| Lottatore           | Regni | Data              | Luogo             | Note                                                                                   |
| ------------------- | ----- | ----------------- | ----------------- | -------------------------------------------------------------------------------------- |
| Konnan el Barbaro   | 1     | 9 giugno 1991     | Città del Messico | Sconfisse Cien Caras nella finale di un torneo.                                        |
| Cien Caras          | 1     | 18 agosto 1991    | Monterrey         |                                                                                        |
| Vacante             |       | 12 giugno 1992    |                   | Titolo reso vacante poiché Caras passò alla Asistencia Asesoría y Administración.      |
| Black Magic         | 1     | 20 novembre 1992  | Città del Messico | Sconfisse Rayo de Jalisco, Jr. nella finale di un torneo.                              |
| Brazo de Plata      | 1     | 27 giugno 1993    | Città del Messico |                                                                                        |
| Silver King         | 1     | 28 luglio 1994    | Cuernavaca        |                                                                                        |
| Apolo Dantés        | 1     | 23 giugno 1995    | Città del Messico |                                                                                        |
| Rayo de Jalisco Jr. | 1     | 14 aprile 1996    | Città del Messico |                                                                                        |
| Sean Morley         | 1     | 18 aprile 1997    | Città del Messico |                                                                                        |
| Vacante             |       | Settembre 1997    |                   | Titolo vacante quando Morley lasciò la CMLL per passare in World Wrestling Federation. |
| Universo 2000       | 1     | 17 ottobre 1997   | Città del Messico | Sconfisse Cien Caras e Rayo de Jalisco, Jr. in un Triple threat match                  |
| Rayo de Jalisco Jr. | 2     | 13 settembre 1998 | Guadalajara       |                                                                                        |
| Universo 2000       | 2     | 10 dicembre 1999  | Città del Messico |                                                                                        |
| Mr. Niebla          | 1     | 18 aprile 2003    | Città del Messico |                                                                                        |
| Universo 2000       | 3     | 12 ottobre 2004   | Città del Messico |                                                                                        |
| Dos Caras Jr.       | 1     | 8 luglio 2007     | Città del Messico |                                                                                        |
| Último Guerrero     | 1     | 22 dicembre 2008  | Città del Messico |                                                                                        |
| Héctor Garza        | 1     | 12 agosto 2011    | Città del Messico |                                                                                        |
| Vacante             |       | 11 novembre 2011  |                   |                                                                                        |
| El Terrible         | 1     | 1º gennaio 2012   | Città del Messico | Sconfisse Rush vincendo il titolo vacante.                                             |
| Máximo Sexy         | 1     | 30 gennaio 2015   | Città del Messico |                                                                                        |
| Vacante             |       | 22 maggio 2017    |                   | Reso vacante dopo il llicenziamento di Máximo Sexy.                                    |
| Marco Corleone      | 1     | 6 giugno 2017     | Guadalajara       | Vinse un torneo cibernetico a 10 uomini.                                               |
| Vacante             |       | 22 agosto 2018    |                   | Reso vacante dopo che Corleone lasciò la CMLL.                                         |
| Último Guerrero     | 2     | 16 ottobre 2018   | Città del Messico | Sconfisse Diamante Azul per il titolo vacante.                                         |
| Hechichero          | 1     | 24 settembre 2021 | Città del Messico |                                                                                        |
| Gran Guerrero       | 1     | 7 novembre 2022   | Città del Messico |                                                                                        |